# Symidia bucaya
Symidia bucaya är en insektsart som beskrevs av Broomfield 1985. Symidia bucaya ingår i släktet Symidia och familjen Derbidae. Inga underarter finns listade i Catalogue of Life.